# Renate Mannhardt

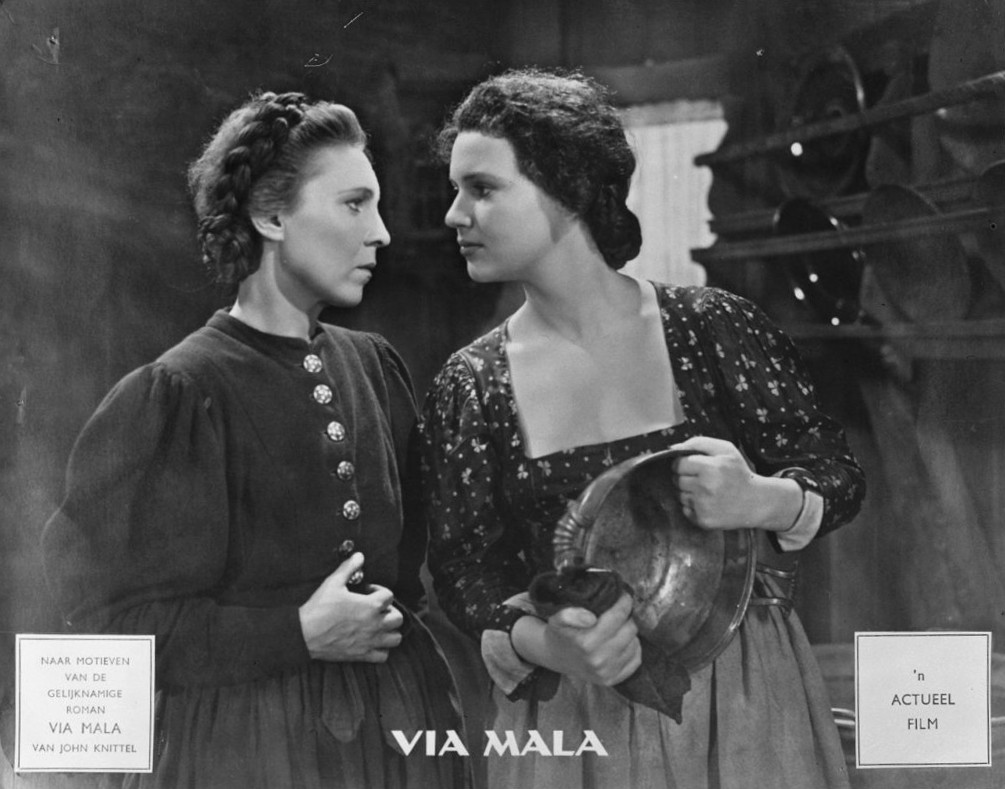
Renate Mannhardt (rechts) mit Hilde Körber in dem Film Via Mala (1945)

Renate Mannhardt (* 20. November 1920 in Barmen; † Juli 2013 in New York City, Vereinigte Staaten; gebürtig Hanna Renate Kohlschein) war eine deutsche Schauspielerin.

## Leben
Renate Mannhardt wurde am 20. November 1920 in Barmen geboren, andere Quellen geben 1923 als Geburtsjahr an.
Die Tochter eines Juristen und Verlagsdirektors nahm privaten Schauspielunterricht. Im Sommer 1943 erhielt sie ihr erstes Engagement am Schauspielhaus von Königshütte.
Nach dem Zweiten Weltkrieg spielte Renate Mannhardt bei den Münchner Kammerspielen und am Komödienhaus in Berlin. In den 1950er Jahren erhielt sie bedeutende Nebenrollen beim Film. In Der Verlorene (1951) verkörperte sie die Verlobte eines Wissenschaftlers (Peter Lorre), die ihn betrügt, ausspioniert und schließlich von ihm getötet wird. In dem Filmdrama Die Ehe des Dr. med. Danwitz (1956) spielt sie eine Laborantin.
Renate Mannhardt war Mutter eines Sohnes namens Christian (* 1942). 1956 lernte sie einen US-amerikanischen Wirtschaftsberater kennen, den sie heiratete und dem sie in die Vereinigten Staaten folgte. Dort trat sie noch in einigen amerikanischen Filmen auf, bevor sie ihre Filmkarriere beendete. In New York, ihrem letzten Wohnort, ist sie Mitte Juli 2013 92-jährig verstorben.

## Filmografie (Auswahl)
- 1943: Geliebter Schatz
- 1943: Zirkus Renz
- 1945: Via Mala
- 1949: Nach Regen scheint Sonne
- 1950: Susanna Jakobäa Krafftin (unvollendet)
- 1950: Es kommt ein Tag
- 1950: Der fallende Stern
- 1951: Der Verlorene
- 1951: Wildwest in Oberbayern
- 1952: Heimatglocken
- 1952: Die große Versuchung
- 1953: Käpt’n Bay-Bay
- 1953: Das Dorf unterm Himmel
- 1953: Der keusche Josef
- 1953: Moselfahrt aus Liebeskummer
- 1953: Briefträger Müller
- 1953: Die große Schuld
- 1954: Hochzeitsglocken
- 1954: Morgengrauen
- 1954: Das sündige Dorf
- 1954: Angst (La paura)
- 1954: Das Bekenntnis der Ina Kahr
- 1955: The River Changes
- 1955: Unternehmen Schlafsack
- 1955: Versuchung
- 1956: Die Ehe des Dr. med. Danwitz
- 1956: Zu Befehl, Frau Feldwebel!
- 1956: Rot ist die Liebe
- 1960: Willy, der Privatdetektiv
- 1960: Die große Attraktion (The Big Show)
- 1961: Siegfrieds Tod  (Fernsehfilm)
- 1976: Mastermind